# Канете де лас Торес
Канете де лас Торес (на испански: Cañete de las Torres) е населено място и община в Испания. Намира се в провинция Кордоба, в състава на автономната област Андалусия. Общината влиза в състава на района (комарка) Алто Гуадалкивир. Заема площ от 104 km². Населението му е 3133 души (по преброяване от 2010 г.). Разстоянието до административния център на провинцията е 49 km.

## Демография
| 1996 | 1998 | 1999 | 2000 | 2001 | 2002 | 2003 | 2004 | 2005 | 2006 |
| ---- | ---- | ---- | ---- | ---- | ---- | ---- | ---- | ---- | ---- |
| 3420 | 3424 | 3385 | 3328 | 3310 | 3295 | 3221 | 3209 | 3210 | 3211 |